# Pinacoteca do Centro de Ciências, Letras e Artes
A Pinacoteca do Centro de Ciências, Letras e Artes localiza-se na rua Bernardino de Campos, no centro de Campinas, município do interior do estado de São Paulo, Brasil. Mantida pelo Centro de Ciências, Letras e Artes de Campinas (CCLA) (instituição particular sem fins lucrativos, estabelecida em Campinas em 1901), a pinacoteca foi constituída por meio de doações e aquisições que remontam às primeiras décadas do século XX. Trata-se da mais importante coleção de obras de arte da cidade de Campinas, capaz de apresentar uma síntese do desenvolvimento das artes no Brasil entre os séculos XIX e XX, do academicismo à arte contemporânea.

## Acervo
Com cerca de 180 obras de arte, tem-se que a arte do século XIX e de princípios do século XX constitui o principal núcleo do acervo. Encontra-se representada nas paisagens de Almeida Júnior e em naturezas-mortas de Pedro Alexandrino, e em outras obras de Benedito Calixto, Aurélio de Figueiredo, Nicota Bayeux, Fernando Piendereck  e Mário Villares Barbosa, dentre outros. No segmento referente ao modernismo, destacam-se Lasar Segall (Cabeça de Menina Russa), Bruno Giorgi e Salvador Caruso. Há também um importante núcleo de obras modernas e contemporâneas de artistas nascidos ou radicados em Campinas, tais como Thomaz Perina, Maria Helena Motta Paes, Paulo Cheida Sans e Egas Francisco, entre outros.

## Galeria

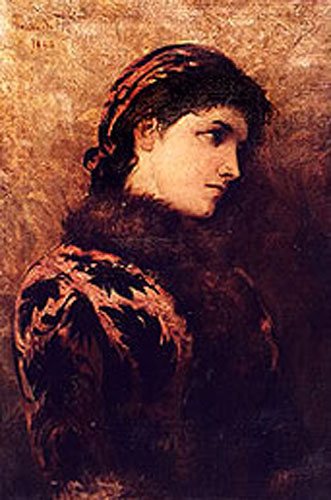
Aurélio de Figueiredo (1854-1916). Figura de Mulher, 1883
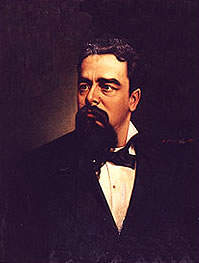
Fernando Piendereck: Retrato de Campos Salles, 1879
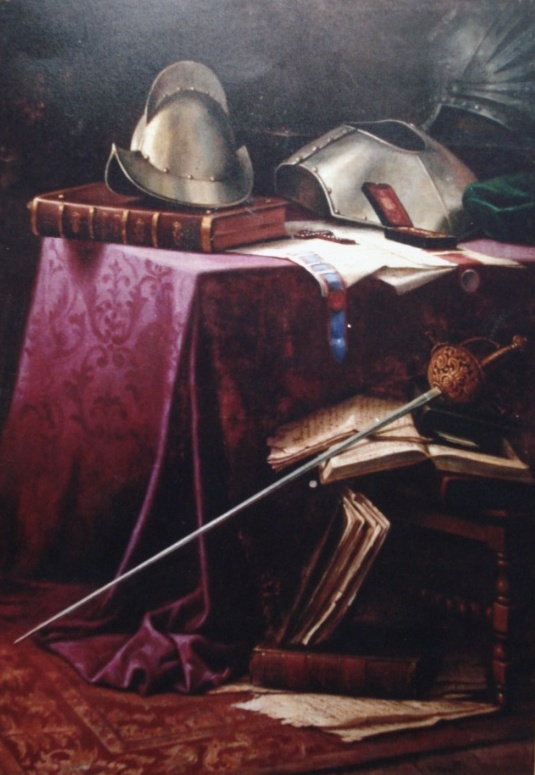
Benedito Calixto: Descanso do Guerreiro
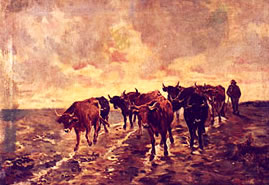
Mário Villares Barbosa: Boiada, 1902
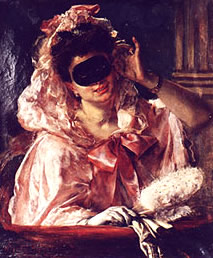
Nicota Bayeux: Domino Rose, 1913-1914